# Neuchâtel Xamax FCS
Neuchâtel Xamax Football Club Serrières ou também Neuchâtel Xamax FCS ou simplesmente Neuchâtel Xamax é um clube de futebol da Suíça, fundado em 1970 e situado na cidade de Neuchâtel, no cantão homônimo. Atualmente disputa a primeira divisão suíça.
Manda seus jogos no Stade de la Maladière, com capacidade para 12.000 torcedores. Suas cores são o vermelho e o preto.

## História
O time é o resultado da fusão de dois antigos clubes da cidade, o Cantonal (que foi Campeão Suíço em 1916) e o Xamax. Apesar de não possuir títulos da Copa da Suica, o Xamax esteve presente em 4 decisões da competição: foi vice-campeão em 1974, 1985, 1990 e 2003. O nome Xamax vem do lendário jogador internacional suíço Max "Xam" Abegglen, um dos membros fundadores e representa uma contração de seu nome formando Xamax (Max da esquerda para direita e ao contrário). Max Abblegen foi o melhor jogador da equipe.

### Últimos anos
O time foi rebaixado para a 4ª Divisão Suíça devido a problemas financeiros no início de 2012.
Teve sua falência decretada em 25 de Janeiro de 2012 após seu dono, o russo Bulat Chagaev, não pagar o salário dos jogadores por meses, devido a uma crise financeira¹ sendo retirado das primeiras divisões suíças.
Na temporada 2012-13, o time disputou a 5ª divisão suíça, com uma equipe sub-21. Na temporada seguinte, com a vaga garantida na quarta divisão, conseguiu o acesso a terceira após ser vice-campeão.

## Elenco
Atualizado em 24 de dezembro de 2020.
Legenda
- : Capitão
- : Jogador suspenso
- : Jogador lesionado

## Rivalidades
- Dérby: Neuchâtel Xamax FC X FC Sion [1]
- Dérby: Neuchâtel Xamax FC X Servette FC [2]

## Principais títulos
- Super Ligas Suíça ou Lista de campeões do futebol suíço: 03
  - 03 Campeão: 1916, 1987 e 1988.
- Supercopa da Suíça: 3
  - 03 Campeão: (1987, 1988 e 1990)

Com 3 vitórias em 3 finais, o Neuchâtel Xamax FCS tem a distinção de nunca ter perdido uma final da Supercopa da Suíça.

### Outras Conquistas
Copa Intertoto da UEFA: 2
(Copa Intertoto da UEFA de 1990, 1991)

## Jogadores renomados
- Ansi Agolli
- Claudio Borghi
- Trifon Ivanov
- Hossam Hassan
- Uli Stielike
- Ryszard Tarasiewicz
- Viorel Moldovan
- Henri Camara
- Papa Bouba Diop
- Alain Geiger
- Stéphane Henchoz
- Xavier Margairaz
- Márcio Poderoso
- Galatto

## Treinadores
| - Giovanni Ferrari (1946–48) - Fernand Jaccard (1948–52) - Josef Humpál (1961–65) - Milorad Milutinović (1968–69) - Josef Humpál (1969–70) - Paul Garbani (1970–72) - Josef Artimovits (1972) - Lev Mantula (1972–75) - Branko Rezuar (1975) - Gilbert Gress (1975–77) - Antonio Merlo (1977–78) - Erich Vogel (1978-79) - Lev Mantula (1979-80) - Jean-Marc Guillou (1980–81) - Gilbert Gress (1981–90) - Roy Hodgson (1990–92) - Uli Stielike (1992–93) - Uli Stielike e Don Givens (1993–94) - Gilbert Gress (1994–97) | - Alain Geiger (1998–02) - Claude Ryf (2002–04) - René Lobello e Christophe Moulin (2004) - René Lobello e Gianni Della Casa (2004–05) - Alain Geiger (2005) - Miroslav Blažević (2005–06) - Gérard Castella (June 2006–08) - Néstor Clausen (2008–09) - Jean-Michel Aeby (2009) - Alain Geiger (2009) - Pierre-André Schürmann (2009-10) - Jean-Michel Aeby (2010) - Didier Ollé-Nicolle (2010–11) - Bernard Challandes (2011) - Sonny Anderson (2011) - François Ciccolini (2011) - Joaquín Caparrós (2011) - Víctor Muñoz (2011–12) |